# Liste der denkmalgeschützten Objekte im Okres Bratislava I/M–O
Die Liste der denkmalgeschützten Objekte im Okres Bratislava I/M–O enthält die nach slowakischen Denkmalschutzvorschriften geschützten Objekte im Stadtbezirk Okres Bratislava I, der den Stadtteil Staré Mesto umfasst, in den Straßen beginnend mit den Buchstaben M bis O.

## Denkmäler
| Foto |                 | Denkmal / č. ÚZPF                                                                  | Standort / Konskr. Nr.                                                           | Offizielle Beschreibung                       | Beschreibung | Metadaten                                                                      |
| ---- | --------------- | ---------------------------------------------------------------------------------- | -------------------------------------------------------------------------------- | --------------------------------------------- | --- | ------------------------------------------------------------------------------ |
| ja   | Datei hochladen | Wohnhaus(sk) ObjektID: 101-551/0                                                   | Medená ul. 2 KG: Staré Mesto Konskr.Nr.:                                         | radový, nájomný dom                           | Reihen-, Miets-, Wohnhaus in der Straße Medená ulica 2. | č. NKP: 101-551/0 Stand des NKP: 2012-02-08 Name: DOM BYTOVÝ                   |
| ja   | Datei hochladen | Wohnhaus(sk) ObjektID: 101-547/0                                                   | Medená ul. 5 KG: Staré Mesto Konskr.Nr.:                                         | radový, nájomný dom                           | Reihen-, Miets-, Wohnhaus in der Straße Medená ulica 5. | č. NKP: 101-547/0 Stand des NKP: 2012-02-08 Name: DOM BYTOVÝ                   |
| ja   | Datei hochladen | Wohnhaus(sk) ObjektID: 101-549/0                                                   | Medená ul. 15 KG: Staré Mesto Konskr.Nr.:                                        | radový, nájomný dom                           | Reihen-, Miets-, Wohnhaus in der Straße Medená ulica 15. | č. NKP: 101-549/0 Stand des NKP: 2012-02-08 Name: DOM BYTOVÝ                   |
| ja   | Datei hochladen | Wohnhaus(sk) ObjektID: 101-550/0                                                   | Medená ul. 17 KG: Staré Mesto Konskr.Nr.:                                        | nárožný, nájomný dom                          | Reihen-, Miets-, Wohnhaus in der Straße Medená ulica 17. | č. NKP: 101-550/0 Stand des NKP: 2012-02-08 Name: DOM BYTOVÝ                   |
|      | Datei hochladen | Wohnhaus(sk) ObjektID: 101-752/0                                                   | Mickiewiczova ul. 18 KG: Staré Mesto Konskr.Nr.: 2256                            | nárožný, Metropol                             | Eck-, Wohnhaus Metropol in der Straße Mickiewiczova ulica 18. | č. NKP: 101-752/0 Stand des NKP: 2012-02-08 Name: DOM BYTOVÝ                   |
| ja   | Datei hochladen | Befestigungstor(sk) ObjektID: 101-120/2                                            | Michalská ul. 0 (Pri lekárni Červený rak) KG: Staré Mesto Konskr.Nr.:            | vonkajšia; Michal. brána-stredná              | Außen-, Befestigungstor; das mittlere Tor Michalská brána neben der Apotheke Červený rak (deutsch Roter Krebs) in der Straße Michalsá ulica.                                                      | č. NKP: 101-120/2 Stand des NKP: 2012-02-08 Name: BRÁNA OPEVNENIA              |
| ja   | Datei hochladen | Brücke(sk) ObjektID: 101-120/3                                                     | Michalská ul. (pred Michalskou bránou) KG: Staré Mesto Konskr.Nr.:               | oblúkový, Michalský most                      | Die bogenartige Brücke Michalský most in der Straße Michalská ulica vor dem Michaelstor. | č. NKP: 101-120/3 Stand des NKP: 2012-02-08 Name: MOST                         |
|      | Datei hochladen | Fontäne(sk) ObjektID: 101-120/6                                                    | Michalská ul. (v záhrade, býv. priekopa) KG: Staré Mesto Konskr.Nr.:             | kamenná studňa U červ. raka                   | Steinerne Fontäne (Brunnen) im Garten in dem ehemaligen Graben in der Straße Michalská ulica. | č. NKP: 101-120/6 Stand des NKP: 2012-02-08 Name: FONTÁNA                      |
| ja   | Datei hochladen | Gedenkstadtpalais(sk) Palais der Ungarischen Königlichen Kammer ObjektID: 101-99/1 | Michalská ul. 1 (Klariská 2, býv. Ventúrska 13) KG: Staré Mesto Konskr.Nr.: 263  | Štúr Ľudovít; Kráľ. uhorská komora            | Stadtpalais der ehemaligen Königlichen ungarnischen Kammer in der Straße Michalská ulica und Ecke der Straßen Klarinská ulica 2 und ehemals die Straße Ventúrska ulica 13.                        | č. NKP: 101-99/1 Stand des NKP: 2012-02-08 Name: PALÁC MESTSKÝ PAMÄTNÝ         |
| ja   | Datei hochladen | Gedenktafel(sk) ObjektID: 101-99/2                                                 | Michalská ul. 1 (na fasáde) KG: Staré Mesto Konskr.Nr.:                          | Štúr Ľudovít; 1815-1856                       | Gedenktafel an Ľudovít Štúr an der Fassade des Hauses in der Straße Michalská ulica 1. | č. NKP: 101-99/2 Stand des NKP: 2012-02-08 Name: TABUĽA PAMÄTNÁ                |
| ja   | Datei hochladen | Bürgerhaus(sk) ObjektID: 101-103/0                                                 | Michalská ul. 2 KG: Staré Mesto Konskr.Nr.: 381                                  | radový                                        | Reihen-, Bürgerhaus in der Straße Michalská ulica 2. | č. NKP: 101-103/0 Stand des NKP: 2012-02-08 Name: DOM MEŠTIANSKY               |
| ja   | Datei hochladen | Stadtpalais(sk) ObjektID: 101-104/0                                                | Michalská ul. 3 KG: Staré Mesto Konskr.Nr.: 581                                  | Jeszenákov palác                              | Stadtpalais Jeszenákov palác in der Straße Michalská ulica 3. | č. NKP: 101-104/0 Stand des NKP: 2012-02-08 Name: PALÁC MESTSKÝ                |
| ja   | Datei hochladen | Bürgerhaus(sk) ObjektID: 101-105/0                                                 | Michalská ul. 4 (Biela ulica 2-4) KG: Staré Mesto Konskr.Nr.: 382                | prejazdový, nárožný, gotický, vežový dom      | Gotisches Turm-, Eck-, Bürgerhaus mit Durchfahrt in der Straße Michalská ulica 4 Ecke Straße Biela ulica 2-4.                                                                                     | č. NKP: 101-105/0 Stand des NKP: 2012-02-08 Name: DOM MEŠTIANSKY               |
| ja   | Datei hochladen | Bürgerhaus(sk) ObjektID: 101-106/0                                                 | Michalská ul. 5 KG: Staré Mesto Konskr.Nr.: 100370                               | radový                                        | Reihen-, Bürgerhaus in der Straße Michalská ulica 5. | č. NKP: 101-106/0 Stand des NKP: 2012-02-08 Name: DOM MEŠTIANSKY               |
| ja   | Datei hochladen | Bürgerhaus(sk) ObjektID: 101-107/0                                                 | Michalská ul. 6 (Biela ul.) Standort KG: Staré Mesto Konskr.Nr.: 383             | nárožný                                       | Eck-, Bürgerhaus in der Straße Michalská ulica 6 und Biela ulica. | č. NKP: 101-107/0 Stand des NKP: 2012-02-08 Name: DOM MEŠTIANSKY               |
| ja   | Datei hochladen | Bürgerhaus(sk) ObjektID: 101-101/0                                                 | Michalská ul. 7 (Z strana ulice) KG: Staré Mesto Konskr.Nr.: 371                 | prejazdový, radový, Segnerova kúria           | Reihen-, Bürgerhaus mit Durchfahrt auf der westlichen Seite der Straße Michalská ulica 7. Kurie Segnerova.                                                                                        | č. NKP: 101-101/0 Stand des NKP: 2012-02-08 Name: DOM MEŠTIANSKY               |
| ja   | Datei hochladen | Kapelle(sk) ObjektID: 101-108/0                                                    | Michalská ul. 8 KG: Staré Mesto Konskr.Nr.: 385                                  | r. k. sv. Kataríny; Kaplnka cisterciátov      | Römisch-katholische Kapelle der hl. Katharina in der Straße Michalská ulica 8. Kapelle der Zisterzienser.                                                                                         | č. NKP: 101-108/0 Stand des NKP: 2012-02-08 Name: KAPLNKA                      |
| ja   | Datei hochladen | Wohnhaus(sk) ObjektID: 101-110/0                                                   | Michalská ul. 9 (Baštová ulica 5) Standort KG: Staré Mesto Konskr.Nr.: 101372    | radový, bývalá banka                          | Reihen-, Wohnhaus, ehemalige Bank in der Straße Michalská ulica 9 Ecke Baštová ulica 5. | č. NKP: 101-110/0 Stand des NKP: 2012-02-08 Name: DOM BYTOVÝ                   |
| ja   | Datei hochladen | Bürgerhaus(sk) ObjektID: 101-109/0                                                 | Michalská ul. 10 Standort KG: Staré Mesto Konskr.Nr.: 1384                       | prejazdový, radový                            | Reihen-, Bürgerhaus mit Durchfahrt in der Straße Michalská ulica 10. | č. NKP: 101-109/0 Stand des NKP: 2012-02-08 Name: DOM MEŠTIANSKY               |
| ja   | Datei hochladen | Bürgerhaus(sk) ObjektID: 101-112/0                                                 | Michalská ul. 11 (Baštová ulica 1-3) Standort KG: Staré Mesto Konskr.Nr.: 373    | prejazdový, nárožný                           | Eck-, Bürgerhaus mit Durchfahrt in der Straße Michalská ulica Ecke Baštová ulica 1-3. | č. NKP: 101-112/0 Stand des NKP: 2012-02-08 Name: DOM MEŠTIANSKY               |
| ja   | Datei hochladen | Bürgerhaus(sk) ObjektID: 101-111/0                                                 | Michalská ul. 12 Standort KG: Staré Mesto Konskr.Nr.: 386                        | prejazdový, radový, Kláštor cisterciátov      | Reihen-, Bürgerhaus mit Durchfahrt in der Straße Michalská ulica 12. Kloster der Zisterzienser.                                                                                                   | č. NKP: 101-111/0 Stand des NKP: 2012-02-08 Name: DOM MEŠTIANSKY               |
|      | Datei hochladen | Bürgerhaus(sk) ObjektID: 101-113/0                                                 | Michalská ul. 14, 16 KG: Staré Mesto Konskr.Nr.: 387,276                         | radový                                        | Reihen-, Bürgerhaus in der Straße Michalská ulica 14 und 16. | č. NKP: 101-113/0 Stand des NKP: 2012-02-08 Name: DOM MEŠTIANSKY               |
|      | Datei hochladen | Bürgerhaus(sk) ObjektID: 101-114/0                                                 | Michalská ul. 15 KG: Staré Mesto Konskr.Nr.: 375                                 | radový                                        | Reihen-, Bürgerhaus in der Straße Michalská ulica 15. | č. NKP: 101-114/0 Stand des NKP: 2012-02-08 Name: DOM MEŠTIANSKY               |
| ja   | Datei hochladen | Bürgerhaus(sk) ObjektID: 101-115/2                                                 | Michalská ul. 18 (V strana ulice) Standort KG: Staré Mesto Konskr.Nr.: 388       | sieňový, radový                               | Saal-, Reihen-, Bürgerhaus auf der westlichen Seite der Straße Michalská ulica Nummer 18. | č. NKP: 101-115/2 Stand des NKP: 2012-02-08 Name: DOM MEŠTIANSKY               |
| ja   | Datei hochladen | Bürgerhaus(sk) ObjektID: 101-116/0                                                 | Michalská ul. 19 (Z strana barbakanu) Standort KG: Staré Mesto Konskr.Nr.: 377   | priechodový, radový                           | Reihen-, Bürgerhaus mit Durchgang in der Straßen Michalská ulica 19 auf der westlichen Seite des Barbakans.                                                                                       | č. NKP: 101-116/0 Stand des NKP: 2012-02-08 Name: DOM MEŠTIANSKY               |
| ja   | Datei hochladen | Bürgerhaus(sk) ObjektID: 101-115/1                                                 | Michalská ul. 20 (Zámočnícka ulica 2-4) Standort KG: Staré Mesto Konskr.Nr.: 389 | prejazdový, nárožný, ČSOB banka               | Eck-, Bürgerhaus mit Durchgang, ČSOB Bank (deutsch Tschechoslowakische Geschäftsbank) in der Straße Michalská ulica 20 und Zámočnícka ulica 2-4.                                                  | č. NKP: 101-115/1 Stand des NKP: 2012-02-08 Name: DOM MEŠTIANSKY               |
| ja   | Datei hochladen | Bürgerhaus(sk) ObjektID: 101-117/0                                                 | Michalská ul. 21 (Z strana barbakanu) Standort KG: Staré Mesto Konskr.Nr.: 378   | radový                                        | Reihen-, Bürgerhaus in der Straße Michalská ulica 21 auf der westlichen Seite des Barbakans. | č. NKP: 101-117/0 Stand des NKP: 2012-02-08 Name: DOM MEŠTIANSKY               |
| ja   | Datei hochladen | Bürgerhaus(sk) ObjektID: 101-119/0                                                 | Michalská ul. 22 (Zámočnícka ulica) Standort KG: Staré Mesto Konskr.Nr.: 390     | nárožný                                       | Eck-, Bürgerhaus in der Straße Michalská ulica 22 und Straße Zámočnícka ulica. | č. NKP: 101-119/0 Stand des NKP: 2012-02-08 Name: DOM MEŠTIANSKY               |
| ja   | Datei hochladen | Bürgerhaus(sk) ObjektID: 101-118/0                                                 | Michalská ul. 23 (Z strana barbakanu) Standort KG: Staré Mesto Konskr.Nr.: 379   | radový                                        | Reihen-, Bürgerhaus in der Straße Michalská ulica 23 auf der westlichen Seite des Barbakans. | č. NKP: 101-118/0 Stand des NKP: 2012-02-08 Name: DOM MEŠTIANSKY               |
| ja   | Datei hochladen | Turm mit Tor(sk) Michaelertor ObjektID: 101-120/1                                  | Michalská ul. 24 KG: Staré Mesto Konskr.Nr.: 806                                 | vnútorná, Michalská veža                      | Innenturm Michalská veža mit Tor in der Straße Michalská ulica 24. | č. NKP: 101-120/1 Stand des NKP: 2012-02-08 Name: VEŽA BRÁNOVÁ                 |
| ja   | Datei hochladen | Bürgerhaus(sk) ObjektID: 101-121/0                                                 | Michalská ul. 25 Standort KG: Staré Mesto Konskr.Nr.:                            | radový                                        | Reihen-, Bürgerhaus in der Straße Michalská ulica 25. | č. NKP: 101-121/0 Stand des NKP: 2012-02-08 Name: DOM MEŠTIANSKY               |
|      | Datei hochladen | Bürgerhaus(sk) ObjektID: 101-122/0                                                 | Michalská ul. 25 KG: Staré Mesto Konskr.Nr.:                                     | radový                                        | Reihen-, Bürgerhaus in der Straße Michalská ulica 25. | č. NKP: 101-122/0 Stand des NKP: 2012-02-08 Name: DOM MEŠTIANSKY               |
| ja   | Datei hochladen | Bürgerhaus(sk) ObjektID: 101-123/0                                                 | Michalská ul. 26 Standort KG: Staré Mesto Konskr.Nr.: 393                        | priechodový, radový, Lek. U červeného raka    | Reihen-, Bürgerhaus mit Durchgang, die Apotheke U červeného raka (deutsch Bei rotem Krebs) in der Straße Michalská ulica 25.                                                                      | č. NKP: 101-123/0 Stand des NKP: 2012-02-08 Name: DOM MEŠTIANSKY               |
| ja   | Datei hochladen | Statue(sk) ObjektID: 101-120/4                                                     | Michalská ul. (Na Michalskom moste) Standort KG: Staré Mesto Konskr.Nr.:         | sv. Michal; socha sv. Michala archanjela      | Hl. Michael. Kopie der Statue des Erzengels Michael an der Brücke Michalský most in der Straße Michalská ulica.                                                                                   | č. NKP: 101-120/4 Stand des NKP: 2012-02-08 Name: SOCHA-KÓPIA                  |
| ja   | Datei hochladen | Statue(sk) ObjektID: 101-120/5                                                     | Michalská ul. (na Michalskom moste) KG: Staré Mesto Konskr.Nr.:                  | sv. Ján Nepomucký, socha sv. Jána Nepomuckého | Hl. Johannes Nepomuk. Die Kopie der Statue des hl. Johannes Nepomuk an der Brücke Michalský most in der Straße Michalská ulica.                                                                   | č. NKP: 101-120/5 Stand des NKP: 2012-02-08 Name: SOCHA-KÓPIA                  |
|      | Datei hochladen | Bürgerhaus(sk) ObjektID: 101-245/0                                                 | Mikulášska ul. 2 (Židovská ul.) KG: Staré Mesto Konskr.Nr.: 438                  | nárožný, Dom U dobrého pastiera               | Eck-, Bürgerhaus, Haus U dobrého pastiera (deutsch Haus Beim guten Hirten) in der Straße Mikulášska ulica 2 und Židovská ulica.                                                                   | č. NKP: 101-245/0 Stand des NKP: 2012-02-08 Name: DOM MEŠTIANSKY               |
| ja   | Datei hochladen | Kirche(sk) Nikolauskirche ObjektID: 101-128/0                                      | Mikulášska ul. KG: Staré Mesto Konskr.Nr.: 7277                                  | prav. sv. Mikuláša                            | Orthodoxe Kirche des hl. Nikolaus in der Straße Mikulášska ulica. | č. NKP: 101-128/0 Stand des NKP: 2012-02-08 Name: KOSTOL                       |
| ja   | Datei hochladen | Villa(sk) ObjektID: 101-412/0                                                      | Mišíkova ul. 19 KG: Staré Mesto Konskr.Nr.: 101115                               | solitér                                       | Solitäre Villa in der Straße Mišíkova ulica 19. | č. NKP: 101-412/0 Stand des NKP: 2012-02-08 Name: VILA                         |
|      | Datei hochladen | Wohnhaus(sk) ObjektID: 101-10476/0                                                 | Mlynské Nivy 2 (29. augusta ul.) KG: Staré Mesto Konskr.Nr.: 2262                | schodiskový, nárožný, Kaviareň Drobek         | Treppenhausartiges Eck-, Wohnhaus, Café Drobek in der Straße Mlynské Nivy 2 und Straße Ulica 29. augusta.                                                                                         | č. NKP: 101-10476/0 Stand des NKP: 2012-02-08 Name: DOM BYTOVÝ                 |
|      | Datei hochladen | Wohnhaus(sk) ObjektID: 101-11200/0                                                 | Mostová ul. 4 KG: Staré Mesto Konskr.Nr.: 145                                    | pavlačový, radový, nájomný dom                | Laubengangartiges Reihen-, Mietshaus in der Straße Mostová ulica 4. | č. NKP: 101-11200/0 Stand des NKP: 2012-02-08 Name: DOM BYTOVÝ                 |
|      | Datei hochladen | Representativer Saal(sk) ObjektID: 101-10673/0                                     | Mostová ul. 8 (zadná časť 1. poschodia) KG: Staré Mesto Konskr.Nr.: 100275       |                                               | Representativer Saal in der Straße Mostová ulica 8, im hinteren Bereich der 1. Etage. | č. NKP: 101-10673/0 Stand des NKP: 2012-02-08 Name: SIEŇ REPREZENTAČNÁ         |
| ja   | Datei hochladen | Wohnhaus(sk) ObjektID: 101-442/1                                                   | Moyzesova ul. 1 KG: Staré Mesto Konskr.Nr.: 934                                  | schodiskový, radový, solitér                  | Treppenhausartiges, solitäres Reihen-, Wohnhaus in der Straße Moyzesova ulica 1. | č. NKP: 101-442/1 Stand des NKP: 2012-02-08 Name: DOM BYTOVÝ                   |
| ja   | Datei hochladen | Garten(sk) ObjektID: 101-442/2                                                     | Moyzesova ul. 1 KG: Staré Mesto Konskr.Nr.: 934                                  | okrasná                                       | Dekorativer Garten in der Straße Moyzesova ulica 1. | č. NKP: 101-442/2 Stand des NKP: 2012-02-08 Name: ZÁHRADA                      |
| ja   | Datei hochladen | Umzäunung(sk) ObjektID: 101-442/3                                                  | Moyzesova ul. 1 KG: Staré Mesto Konskr.Nr.: 934                                  |                                               | Umzäunung in der Straße Moyzesova ulica 1. | č. NKP: 101-442/3 Stand des NKP: 2012-02-08 Name: OPLOTENIE                    |
| ja   | Datei hochladen | Wohnhaus(sk) ObjektID: 101-443/1                                                   | Moyzesova ul. 3 (Gunduličova ul.) KG: Staré Mesto Konskr.Nr.: 101935             | schodiskový, nárožný, solitér                 | Solitäres, treppenhausartiges, Eck-, Wohnhaus in der Straße Moyzesova ulica 3 und Straße Gunduličova ulica.                                                                                       | č. NKP: 101-443/1 Stand des NKP: 2012-02-08 Name: DOM BYTOVÝ                   |
| ja   | Datei hochladen | Garten(sk) ObjektID: 101-443/2                                                     | Moyzesova ul. 3 (Gunduličova ul.) KG: Staré Mesto Konskr.Nr.: 101935             | okrasná                                       | Dekorativer Garten in der Straße Moyzesova ulica 3 und Straße Gunduličova ulica. | č. NKP: 101-443/2 Stand des NKP: 2012-02-08 Name: ZÁHRADA                      |
| ja   | Datei hochladen | Umzäunung(sk) ObjektID: 101-443/3                                                  | Moyzesova ul. 3 (Gunduličova ul.) KG: Staré Mesto Konskr.Nr.: 101935             |                                               | Umzäunung in der Straße Moyzesova ulica 3 und Straße Gunduličova ulica. | č. NKP: 101-443/3 Stand des NKP: 2012-02-08 Name: OPLOTENIE                    |
| ja   | Datei hochladen | Wohnhaus(sk) ObjektID: 101-478/0                                                   | Moyzesova ul. 4 KG: Staré Mesto Konskr.Nr.: 931                                  | schodiskový, solitér                          | Treppenhausartiges, solitäres Wohnhaus in der Straße Moyzesova ulica 4. | č. NKP: 101-478/0 Stand des NKP: 2012-02-08 Name: DOM BYTOVÝ                   |
| ja   | Datei hochladen | Wohnhaus(sk) ObjektID: 101-444/0                                                   | Moyzesova ul. 5 KG: Staré Mesto Konskr.Nr.: 936                                  |                                               | Wohnhaus in der Straße Moyzesova ulica 5. | č. NKP: 101-444/0 Stand des NKP: 2012-02-08 Name: DOM BYTOVÝ                   |
| ja   | Datei hochladen | Wasserwerk mit Garten(sk) ObjektID: 101-647/0                                      | Mudroňova ul. 3 KG: Staré Mesto Konskr.Nr.: 1681                                 | prečerpacia stanica Oslí vrch                 | Wasserwerk mit Garten in der Straße Mudroňova ulica 3. Pumpstation Oslí vrch (deutsch Pumpstation Eselshöhe)                                                                                      | č. NKP: 101-647/0 Stand des NKP: 2012-02-08 Name: VODÁREŇ SO ZÁHRADOU          |
| ja   | Datei hochladen | Gedenktafel(sk) ObjektID: 101-131/2                                                | Mudroňova ul. 26 (na fasáde) KG: Staré Mesto Konskr.Nr.: 1732                    | dunajská flotila                              | Gedenktafel zum Andenken an die Donauflotte an der Fassade in der Straße Mudroňova ulica 26. | č. NKP: 101-131/2 Stand des NKP: 2012-02-08 Name: TABUĽA PAMÄTNÁ               |
| ja   | Datei hochladen | Denkmalvilla(sk) ObjektID: 101-131/1                                               | Mudroňova ul. 26 KG: Staré Mesto Konskr.Nr.: 1732                                | solitér; Vila dr. Dvořáka                     | Solitäre Villa, Villa des Anwaltes Dr. Jaroslav Dvořáks (und Zuzka Zguriška) in der Straße Mudroňova ulica 26.                                                                                    | č. NKP: 101-131/1 Stand des NKP: 2012-02-08 Name: VILA PAMÄTNÁ                 |
|      | Datei hochladen | Stadtgasthaus(sk) ObjektID: 101-11188/0                                            | Mudroňova ul. 82 (Červený kríž) KG: Staré Mesto Konskr.Nr.: 100533               | výletný hostinec u Albrechta                  | Stadt-, Ausflugsgasthaus "U Albrechta" (deutsch Stadtgasthaus "Bei Albrecht") in der Straße Mudroňova ulica 82. Rotes Kreuz.                                                                      | č. NKP: 101-11188/0 Stand des NKP: 2012-02-08 Name: HOSTINEC MESTSKÝ           |
|      | Datei hochladen | Lustschloß(sk) ObjektID: 101-432/0                                                 | Na Brezinách 6 KG: Staré Mesto Konskr.Nr.: 1096                                  |                                               | Lustschloß in der Straße Na Brezinách 6. | č. NKP: 101-432/0 Stand des NKP: 2012-02-08 Name: LETOHRÁDOK                   |
| ja   | Datei hochladen | Bürgerhaus(sk) ObjektID: 101-159/0                                                 | Na vŕšku 2 KG: Staré Mesto Konskr.Nr.: 338                                       | radový                                        | Reihen-, Bürgerhaus in der Straße Na vŕšku 2. | č. NKP: 101-159/0 Stand des NKP: 2012-02-08 Name: DOM MEŠTIANSKY               |
| ja   | Datei hochladen | Bürgerhaus(sk) ObjektID: 101-160/0                                                 | Na vŕšku 4 KG: Staré Mesto Konskr.Nr.:                                           | radový                                        | Reihen-, Bürgerhaus in der Straße Na vŕšku 4. | č. NKP: 101-160/0 Stand des NKP: 2012-02-08 Name: DOM MEŠTIANSKY               |
|      | Datei hochladen | Befestigungsmauer(sk) ObjektID: 101-120/8                                          | Na vŕšku (Kapucínska ul.) KG: Staré Mesto Konskr.Nr.:                            | severný, hradbový a parkánový múr             | Nördliche Befestigungs- und Zwingermauer in der Straße Na vŕšku und Straße Kapucínska ulica. | č. NKP: 101-120/8 Stand des NKP: 2012-02-08 Name: MÚR HRADBOVÝ                 |
|      | Datei hochladen | Befestigungsmauer(sk) ObjektID: 101-120/10                                         | Nedbalova ul. (za budovou ČSOB) KG: Staré Mesto Konskr.Nr.:                      | severovýchodná, hradbový múr                  | Nordöstliche Wand, Befestigungsmauer in der Straße Nedbalova ulica, hinter dem ČSOB-Bank Gebäude (deutsch Tschechoslowakische Geschäftsbank).                                                     | č. NKP: 101-120/10 Stand des NKP: 2012-02-08 Name: MÚR HRADBOVÝ                |
|      | Datei hochladen | Bürgerhaus(sk) ObjektID: 101-651/0                                                 | Nedbalova ul. 17 KG: Staré Mesto Konskr.Nr.: 100459                              | priechodový, radový                           | Durchgangs-, Reihen-, Bürgerhaus in der Straße Nedbalova ulica 17. | č. NKP: 101-651/0 Stand des NKP: 2012-02-08 Name: DOM MEŠTIANSKY               |
| ja   | Datei hochladen | Denkmal mit Portraitsrelief(sk) ObjektID: 101-292/0                                | Nekrasovova ul. (Novosvetská, Majakovského) KG: Staré Mesto Konskr.Nr.:          | Bäumler J.A. 1847-1926, mykológ               | Denkmal mit Portraitsrelief für den Mykologen Ján Andreas Bäumler (* 1847; † 1926) an der Befestigungsmauer in der Straße Nekrasovova ulica und Straßen Novosvetská ulica und Majakovského ulica. | č. NKP: 101-292/0 Stand des NKP: 2012-02-08 Name: POMNÍK S PORTRÉTNYM RELIÉFOM |
|      | Datei hochladen | Villa(sk) ObjektID: 101-391/1                                                      | Novosvetská ul. 5 KG: Staré Mesto Konskr.Nr.: 1211                               | solitér                                       | Solitäre Villa in der Straße Novosvetská ulica 5. | č. NKP: 101-391/1 Stand des NKP: 2012-02-08 Name: VILA                         |
|      | Datei hochladen | Garten(sk) ObjektID: 101-391/2                                                     | Novosvetská ul. 5 KG: Staré Mesto Konskr.Nr.: 1211                               |                                               | Garten in der Straße Novosvetská ulica 5. | č. NKP: 101-391/2 Stand des NKP: 2012-02-08 Name: ZÁHRADA                      |
|      | Datei hochladen | Umzäunung(sk) ObjektID: 101-391/3                                                  | Novosvetská ul. 5 KG: Staré Mesto Konskr.Nr.: 1211                               |                                               | Umzäunung in der Straße Novosvetská ulica 5. | č. NKP: 101-391/3 Stand des NKP: 2012-02-08 Name: OPLOTENIE                    |
|      | Datei hochladen | Villa(sk) ObjektID: 101-392/0                                                      | Novosvetská ul. 7 KG: Staré Mesto Konskr.Nr.: 1213                               |                                               | Villa in der Straße Novosvetská ulica 7. | č. NKP: 101-392/0 Stand des NKP: 2012-02-08 Name: VILA                         |
|      | Datei hochladen | Villa(sk) ObjektID: 101-393/1                                                      | Novosvetská ul. 9 KG: Staré Mesto Konskr.Nr.: 1216                               | solitér                                       | Solitäre Villa in der Straße Novosvetská ulica 9. | č. NKP: 101-393/1 Stand des NKP: 2012-02-08 Name: VILA                         |
|      | Datei hochladen | Garten(sk) ObjektID: 101-393/2                                                     | Novosvetská ul. 9 KG: Staré Mesto Konskr.Nr.: 1216                               |                                               | Garten in der Straße Novosvetská ulica 9. | č. NKP: 101-393/2 Stand des NKP: 2012-02-08 Name: ZÁHRADA                      |
|      | Datei hochladen | Villa(sk) ObjektID: 101-394/0                                                      | Novosvetská ul. 11 KG: Staré Mesto Konskr.Nr.: 1217                              |                                               | Villa in der Straße Novosvetská ulica 11. | č. NKP: 101-394/0 Stand des NKP: 2012-02-08 Name: VILA                         |
| ja   | Datei hochladen | Villa(sk) ObjektID: 101-395/0                                                      | Novosvetská ul. 10-12 (V strana ulice) KG: Staré Mesto Konskr.Nr.: 1585-1590     | solitér                                       | Solitäre Villa in der Straße Novosvetská ulica 10-12, östliche Seite der Straße. | č. NKP: 101-395/0 Stand des NKP: 2012-02-08 Name: VILA                         |
| ja   | Datei hochladen | Wohnhaus(sk) ObjektID: 101-790/0                                                   | Obchodná ul. 2 (SNP nám.) KG: Staré Mesto Konskr.Nr.: 100507                     | chodbový, nárožný                             | Gangartiges Eckwohnhaus in der Straße Obchodná ulica 2 und Platz Námestie SNP. | č. NKP: 101-790/0 Stand des NKP: 2012-02-08 Name: DOM BYTOVÝ                   |

## Legende
Die Tabelle enthält im Einzelnen folgende Informationen:
| Foto:                    | Fotografie des Denkmals. |
| Denkmal / č. ÚZPF:       | Die Übersetzung der Bezeichnung des Denkmals, wie sie vom Slowakischen Denkmalamt (Pamiatkový úrad Slovenskej republiky) verwendet wird. Die Originalbezeichnung ist unter dem Fragezeichen angegeben. Fehlt die Übersetzung, so wird die Originalbezeichnung direkt angezeigt. Weiters ist die Objekt-Identifikationsnummer (Objekt ID) angeführt. Sie ist die offizielle, in der Slowakei eindeutige Nummer č. ÚZPF inklusive der zugehörigen Zählnummer, wie sie in den Daten des Denkmalamtes angegeben wird. Da diese nur innerhalb eines Landkreises gezählt wird, ist dessen Nummer der Denkmalnummer vorangestellt. |
| Standort:                | Wenn in der Liste vorhanden, ist die Adresse angegeben. In Klammern kann sich noch eine zusätzliche Adresse befinden, wenn es beispielsweise ein Eckhaus ist. Bei freistehenden Objekten ohne Adresse (zum Beispiel bei Bildstöcken) ist eine Adresse angegeben, die in der Nähe des Objekts liegt. Durch Aufruf des Links Standort wird die Lage des Denkmals in verschiedenen Kartenprojekten angezeigt. Darunter sind die Katastralgemeinde (KG) und, wenn vorhanden, die Konskriptionsnummer (Konskr. Nr.) angegeben.                                                                                                   |
| Offizielle Beschreibung: | Es ist die Kurzbeschreibung auf Slowakisch, wie sie in den offiziellen Listen angegeben ist, eingetragen. |
| Beschreibung:            | Kurze Angaben zum Denkmal auf Deutsch. |
| Metadaten:               | Zusätzlich werden, wenn in den persönlichen Einstellungen das Helferlein Dauerhaftes Einblenden von Metadaten aktiviert ist, ebensolche angezeigt. |

- Karte mit allen Koordinaten:
- OSM |
- WikiMap